# まひるのほし
「まひるのほし」は、日本の歌。作詞：田島征三・作曲：かしわ哲。1999年4月 - 5月、NHKの歌番組『みんなのうた』で放送。

## 概要
- この楽曲の歌手はかしわ哲率いる知的障害者達のバンド、サルサ・ガムテープ。映像は佐藤真が、彼らの描いた絵を撮影し、編集したもの。この楽曲は21世紀に先駆ける、バリアフリーを象徴する歌としてヒットする。まひるのほしはシングルCDも発売されている。歌詞中では「ヘイ!ヘイ!カックン!」や、「カクカクカクカクエガク」などと、夢を描く素晴らしさを歌っている。
- 2000年10月 - 11月にテレビで再放送された。その後、2013年8月17日と9月21日に、リクエスト枠にて再放送された。